# Casa de la Ciutat (Solsona)
La Casa de la Ciutat (Solsona) o Cal Puigdepons, és una edificació que forma part de l'Inventari del Patrimoni Arquitectònic Català de la ciutat de Solsona (Solsonès). En aquest edifici hi té la seu l'Ajuntament de Solsona.

## Descripció
Edifici públic, característic del primer quart del segle xvi. És tot de pedra picada. Té baixos i tres plantes. Criden l'atenció els baixos aconseguits aprofitant el fort desnivell produït pel carrers de l'entorn. Aquests servien de magatzem de les mercaderies amb les que negociava el mercader constructor de la casa. Al flanc de la portada de la façana, hi ha esculpit l'escut heràldic del senyor Puigdepons.
Durant uns anys, en els baixos de l'edifici hi havia ubicat el Museu Etnogràfic.

## Notícies històriques
La casa l'havia construït "misser" Puigdepons, mercader de la ciutat. La va vendre, l'any 1528 a un altre mercader: Joan Comes. La casa es convertí en Casa de la Ciutat, l'any 1677, quant s'hi va traslladar el "Consell" després d'haver-la comprada en pública subhasta.